# Saint-Amand-de-Vergt
Saint-Amand-de-Vergt – miejscowość i gmina we Francji, w regionie Nowa Akwitania, w departamencie Dordogne.
Według danych na rok 1990 gminę zamieszkiwały 173 osoby, a gęstość zaludnienia wynosiła 14 osób/km² (wśród 2290 gmin Akwitanii Saint-Amand-de-Vergt plasuje się na 1004. miejscu pod względem liczby ludności, natomiast pod względem powierzchni na miejscu 912.).